# Pokémon: Cel Deoxys
Pokémon: Cel Deoxys (jap. 劇場版ポケットモンスター アドバンスジェネレーション 裂空の訪問者 デオキシス Gekijōban Poketto Monsutā Adobansu Jenerēshon Rekkū no Hōmonsha Deokishisu; ang. Pokémon: Destiny Deoxys) – siódmy film o Pokémonach na podstawie anime Pokémon. W Polsce film był emitowany w rodzinie kanałów Filmbox w wersji lektorskiej.

## Dubbing
| Postać         | Japoński dubbing   | Angielski dubbing |
| -------------- | ------------------ | ----------------- |
| Ash            | Rica Matsumoto     | Sarah Natochenny  |
| May            | Kaori Suzuki       | Michelle Knotz    |
| Max            | Kyoko Yamada       | Jamie Peacock     |
| Brock          | Yuji Ueda          | Bill Rogers       |
| Pikachu        | Ikue Ōtani         | Ikue Ōtani        |
| Jessie         | Megumi Hayashibara | Michelle Knotz    |
| James          | Shin-ichiro Miki   | Billy Beach       |
| Meowth         | Inuko Inuyama      | Billy Beach       |
| Tory Lund      | Noriko Hidaka      | Tara Sands        |
| Professor Lund | Kōichi Yamadera    | Sean Schemmel     |
| Yuko           | Takako Uehara      | Rachael Lillis    |
| Rafe           | Kenji Nojima       | Sebastian Arcelus |
| Rebecca        | Becky              | Lisa Ortiz        |
| Sid            | Makoto Higo        | Matthew Charles   |
| Narrator       | Unshou Ishizuka    | Mike Pollock      |

## Wersja polska
Na zlecenie: SPI International Polska – STUDIO GENETIX FILM FACTORY

Tekst: Michał Orzechowski

Czytał: Jacek Brzostyński